# Carlos Washington Pastor

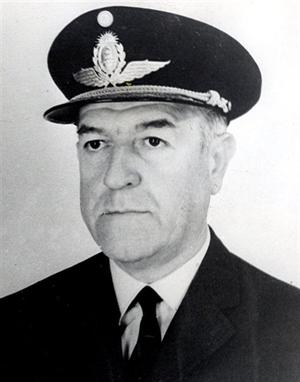
Carlos Washington Pastor

Carlos Washington Pastor (* 1924 in Villa Mercedes, Provinz San Luis; † 9. Januar 2012 in Buenos Aires) war ein argentinischer Brigadegeneral der Fuerza Aérea Argentina, der während der Militärdiktatur unter Präsident Jorge Rafael Videla vom 6. November 1978 bis zum 29. März 1981 Außenminister war. In seiner Amtszeit kam es zu direkten Verhandlungen und päpstlichen Vermittlungen zur Beilegung des Beagle-Konflikts zwischen Argentinien und Chile über Gebietsansprüche im Beagle-Kanal.

## Leben
Pastor trat nach dem Schulbesuch 1942 als Offiziersanwärter in die Militärschule (Colegio Militar de la Nación) ein und wurde nach einer Spezialisierung auf die Luftverteidigung nach Gründung der Luftstreitkräfte (Fuerza Aérea Argentina) am 4. Januar 1945 zur neugegründeten Luftwaffenschule (Escuela de Aviación Militar) verlegt, die er Ende 1945 abschloss. Nach einer mehrjährigen Verwendung beim Jagdregiment 2 (Regimiento 2 de Caza) wurde er zum Oberleutnant sowie 1951 zum Hauptmann befördert.
In den folgenden Jahren fanden Auslandseinsätze im Vereinigten Königreich statt und Pastor wurde 1956 zum Major befördert. Nach Gründung der US-amerikanischen Weltraumbehörde NASA 1958 wurde er zur Teilnahme am dortigen Raumfahrtprogramm abkommandiert und nach seiner Rückkehr Kommandeur der Jagdgruppe 3 (Grupo 3 de Caza) sowie im Anschluss als Oberstleutnant Kommandeur der Luftwaffenkommandos Rivadavia. Nachdem er einen Kurs an der Generalstabsakademie (Escuela de Comando y Estado Mayor) absolviert hatte, wurde er 1965 zum Oberst befördert.
Im November 1970 wurde Pastor zum Brigadegeneral befördert und übernahm als solcher die Leitung der Personalabteilung der Luftstreitkräfte, ehe er einige Jahre später aus dem aktiven militärischen Dienst verabschiedet wurde.
Während der argentinischen Militärdiktatur wurde er am 6. November 1978 von Präsident Jorge Rafael Videla als Nachfolger von Vizeadmiral Oscar Antonio Montes zum Außenminister (Ministro de Relaciones Exteriores) ernannt und bekleidete dieses Amt bis zu seiner Ablösung durch Oscar Camilión am 29. März 1981 nach dem Amtsantritt von Roberto Eduardo Viola Präsident der Militärjunta.
Während seiner Amtszeit kam es zu direkten Verhandlungen mit Chile sowie später zu päpstlichen Vermittlungsversuchen zur Beilegung des Beagle-Konflikts zwischen Argentinien und Chile über Gebietsansprüche im Beagle-Kanal. Zu Präsident Videla hatte er verwandtschaftliche Beziehungen, da seine Ehefrau María Isabel Hartridge eine Schwester von Videlas Ehefrau Alicia Raquel Hartridge war.